# Didymodon spadiceus
Didymodon spadiceus là một loài Rêu trong họ Pottiaceae. Loài này được (Mitt.) Limpr. mô tả khoa học đầu tiên năm 1888.

## Hình ảnh

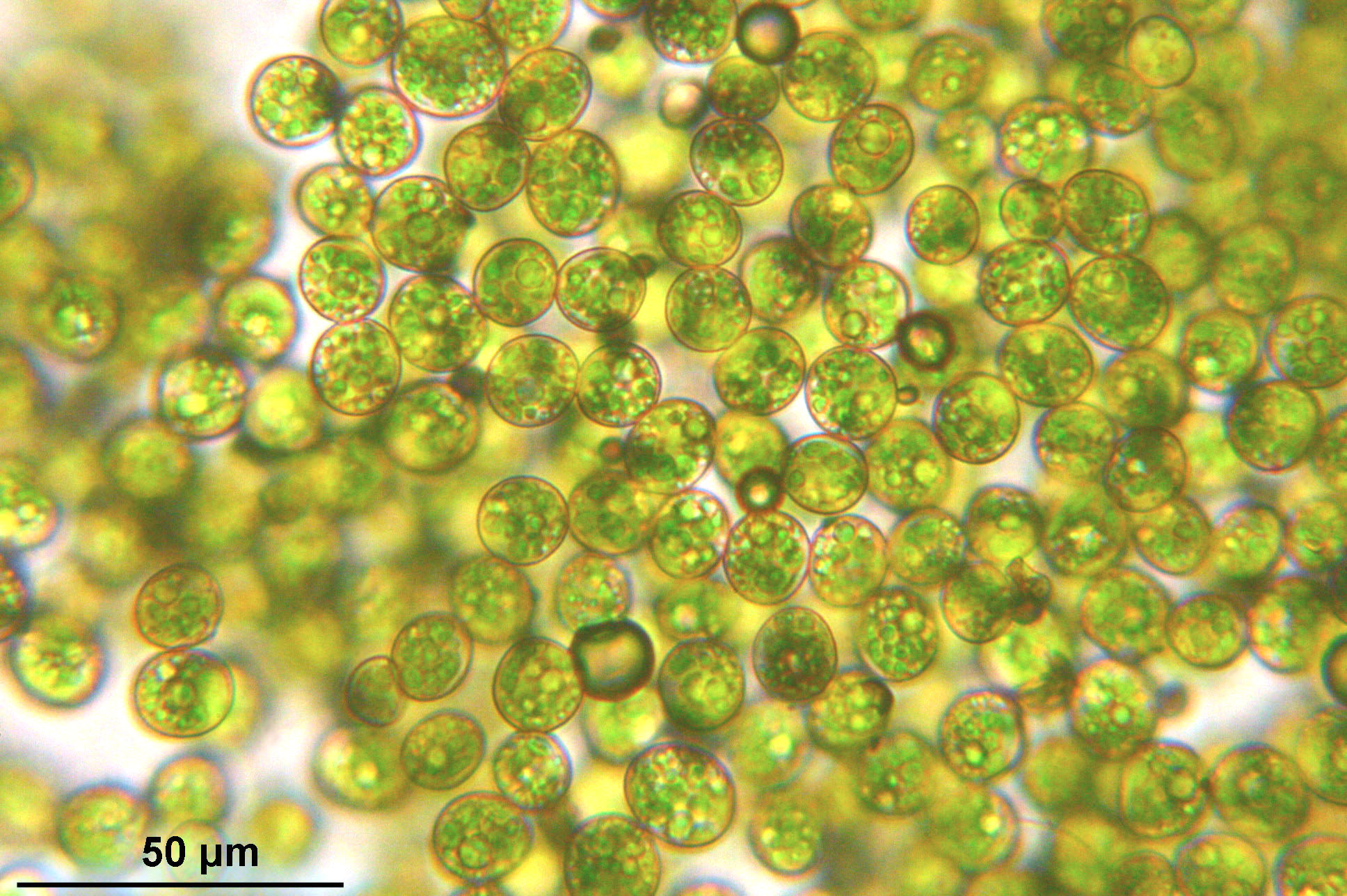
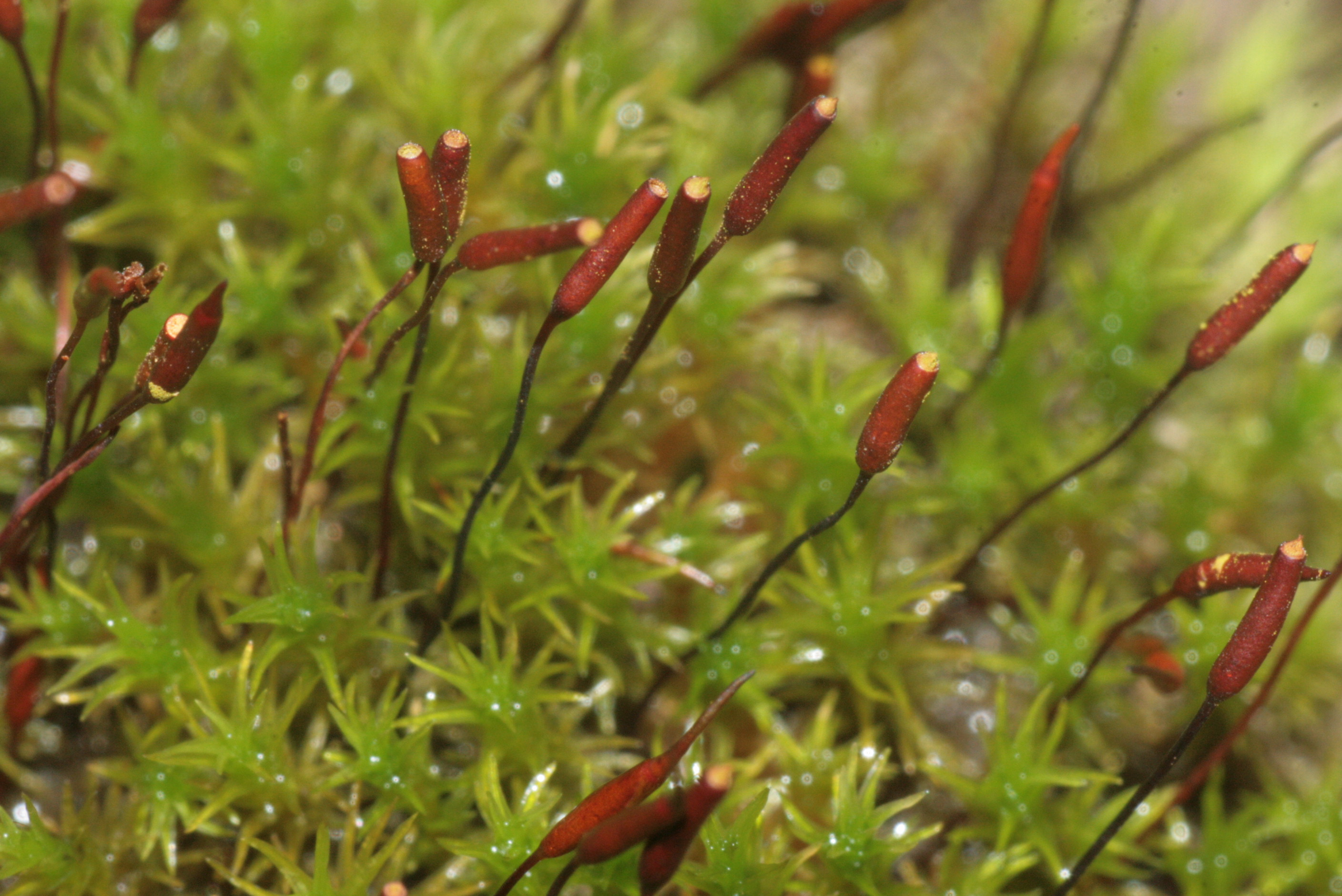
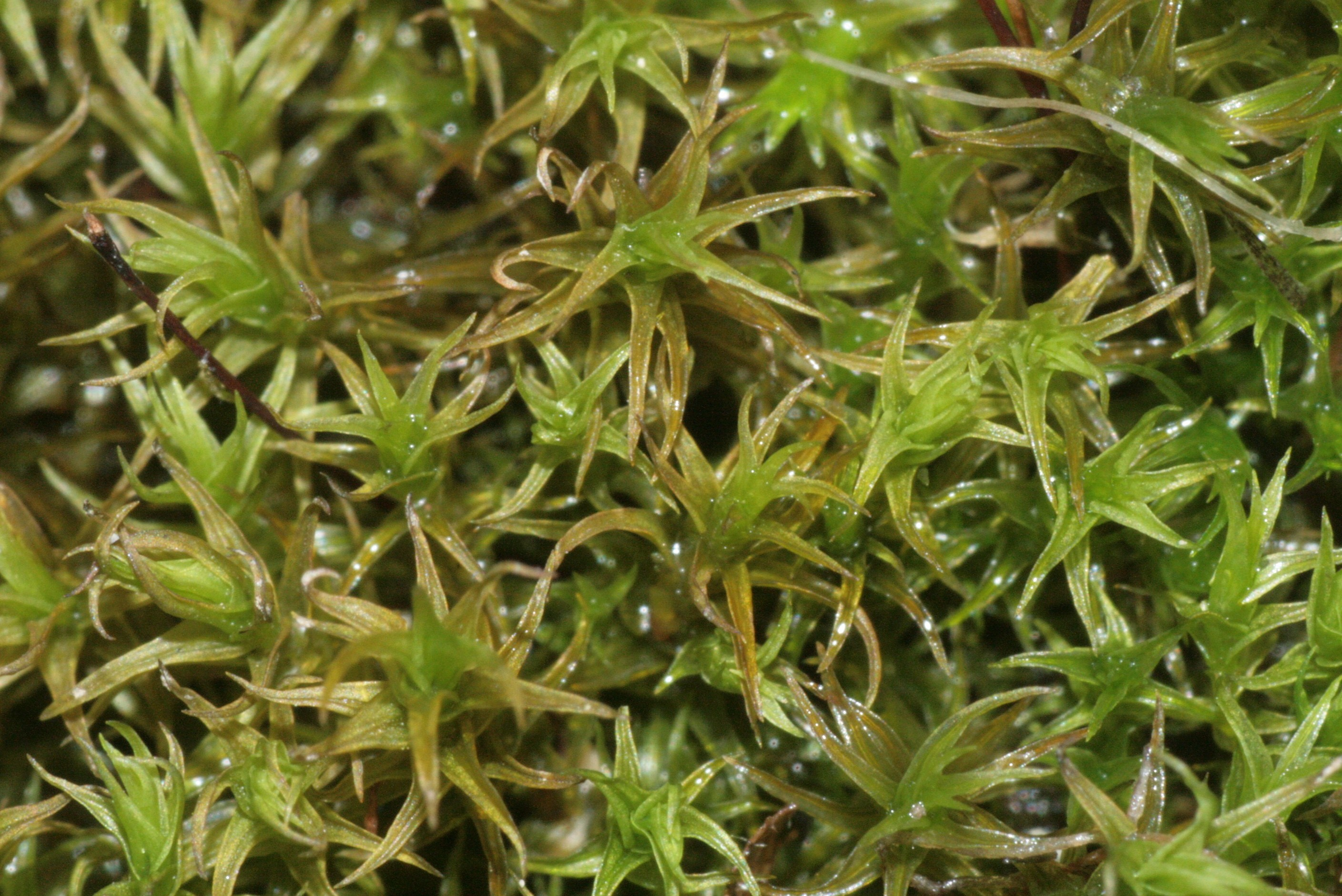
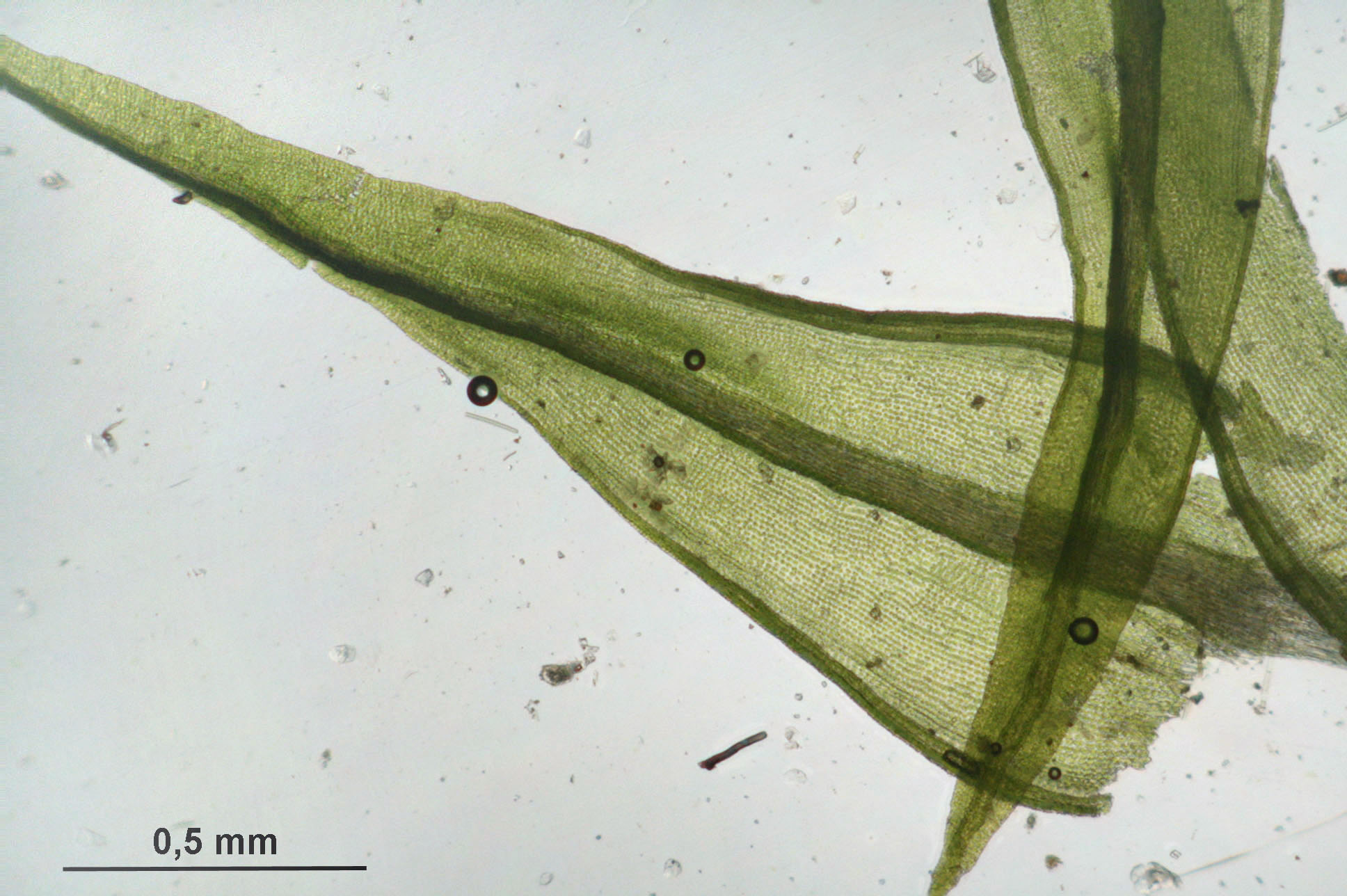